# Враца (Источно Ново Сарајево)
Враца су мјесна заједница у општини Источно Ново Сарајево, град Источно Сарајево, Република Српска, БиХ. Према Попису становништва 1991. у МЗ Враца живјело је 4.603 становника. Мањи дио пријератне мјесне заједнице Враца припада Републици Српској, а већи, у којем се налази познати спомен-парк, припада Федерацији БиХ.
| Националност       | 1991. |
| Срби               | 2.520 |
| Муслимани          | 945   |
| Југословени        | 655   |
| Хрвати             | 309   |
| остали и непознато | 174   |
| Укупно             | 4.603 |